# Sternwarte Remplin

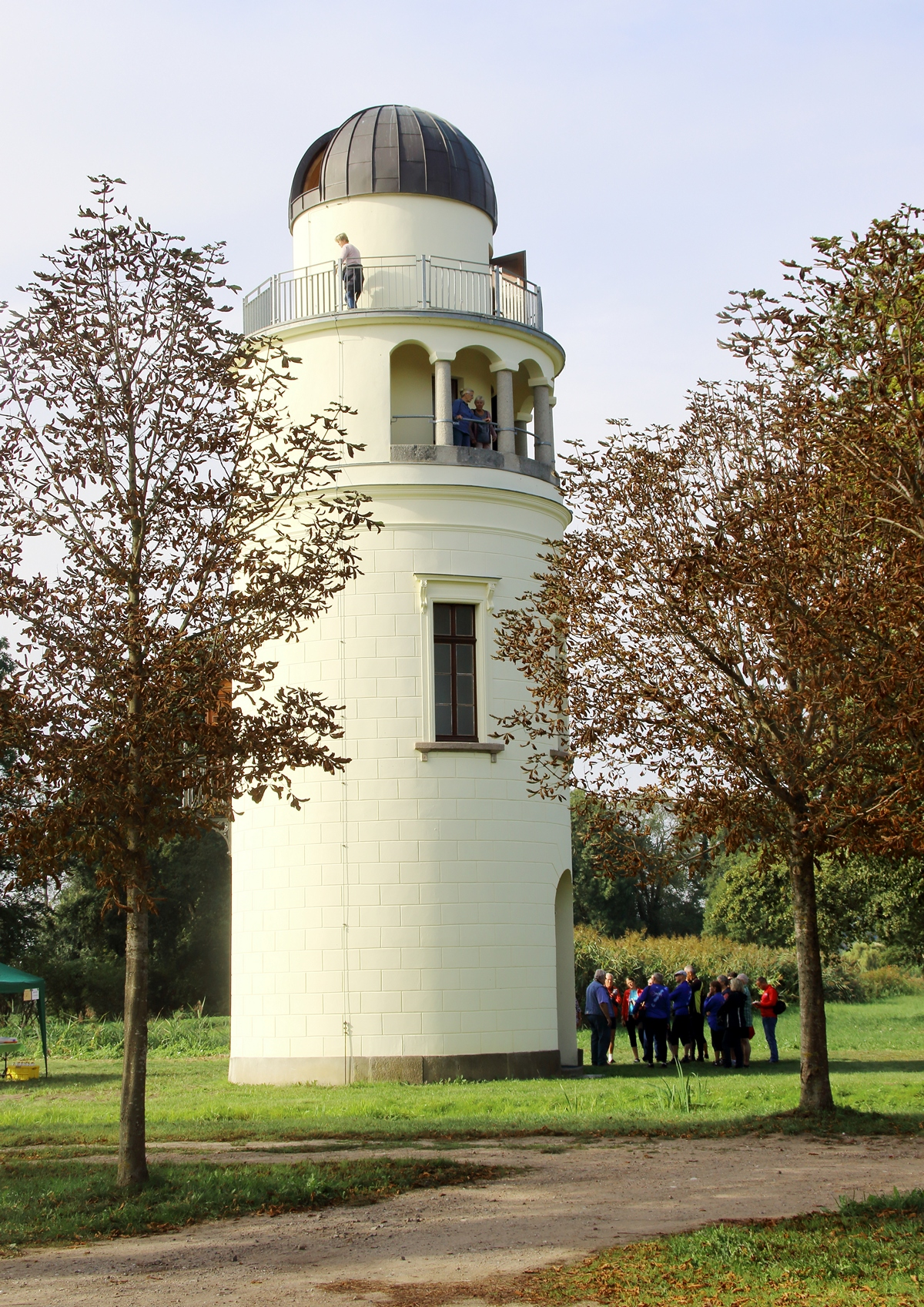
Sternwartenturm (2018)

Der Turm der Sternwarte Remplin, baulicher Rest eines ursprünglich größeren Gebäudes, ist heute der älteste erhaltene Sternwartenbau Mecklenburgs und befindet sich im Schlosspark von Remplin. Die Sternwarte wurde 1793 von Friedrich II. von Hahn errichtet und bis 1805 als Observatorium genutzt. Die Teleskope gehörten seinerzeit zu den größten Europas. Das zwischenzeitlich stark geschädigte Gebäude wurde mittlerweile restauriert.

## Geschichte
Der aus Neuhaus in Holstein gebürtige Friedrich II. Graf von Hahn (1742–1805) hatte in Kiel Mathematik und Astronomie studiert. Im Alter von dreißig Jahren fielen ihm infolge von Sterbefällen in seiner Familie fast 60 Güter zu, von denen sich 44 in Mecklenburg befanden. 
Hahn verlegte nach 1779 seinen Wohnsitz nach Remplin, das sich seit 1405 im Besitz der Familie befand, und richtete 1793 im Gartenhaus des dortigen Rempliner Schlosses eine zweigeschossige Sternwarte ein. 1801 wurde ein massiver, 14 Meter hoher Turm mit drehbarer  Kuppel errichtet – im Volksmund „Ochsenturm“ genannt. Die Sternwarte war reichhaltig ausgestattet und verfügte über Teleskope mit Okular- und anderen Mikrometern, einige Sextanten und genaue Pendeluhren. Hahns Beobachtungen wurden ab 1794 in den Astronomischen Jahrbüchern von Johann Elert Bode, dem Direktor der Berliner Sternwarte, veröffentlicht. 1800 entdeckte Hahn von Remplin aus den schwachen Zentralstern im Ringnebel (Messier 57 / NGC 6720) im Sternbild Leier. 
1805, nach Hahns Tod, wurde die Sternwarte nicht mehr zu Beobachtungszwecken genutzt. Die Instrumente gingen teilweise zur Sternwarte Königsberg und nach Basedow. 1842 wurde die drehbare Kuppel aus unbekannten Gründen durch eine feste ersetzt. Das noch für Erntedankfeste genutzte Hauptgebäude wurde 1857 abgerissen. Am 30. April 1945, wenige Tage vor Ende des Zweiten Weltkrieges, wurde der Turm durch Artilleriebeschuss stark beschädigt. In den folgenden Jahren wurde der Turm durch Vandalismus weiter geschädigt, so dass nur noch eine einsturzgefährdete Ruine vorhanden war.
1980 begannen Mitglieder der Arbeitsgemeinschaft Astronomiegeschichte der Berliner Archenhold-Sternwarte mit der Renovierung des Gebäudes. Mittlerweile haben sich die Mitglieder der Arbeitsgemeinschaft zum Förderverein der Sternwarte Remplin zusammengeschlossen.

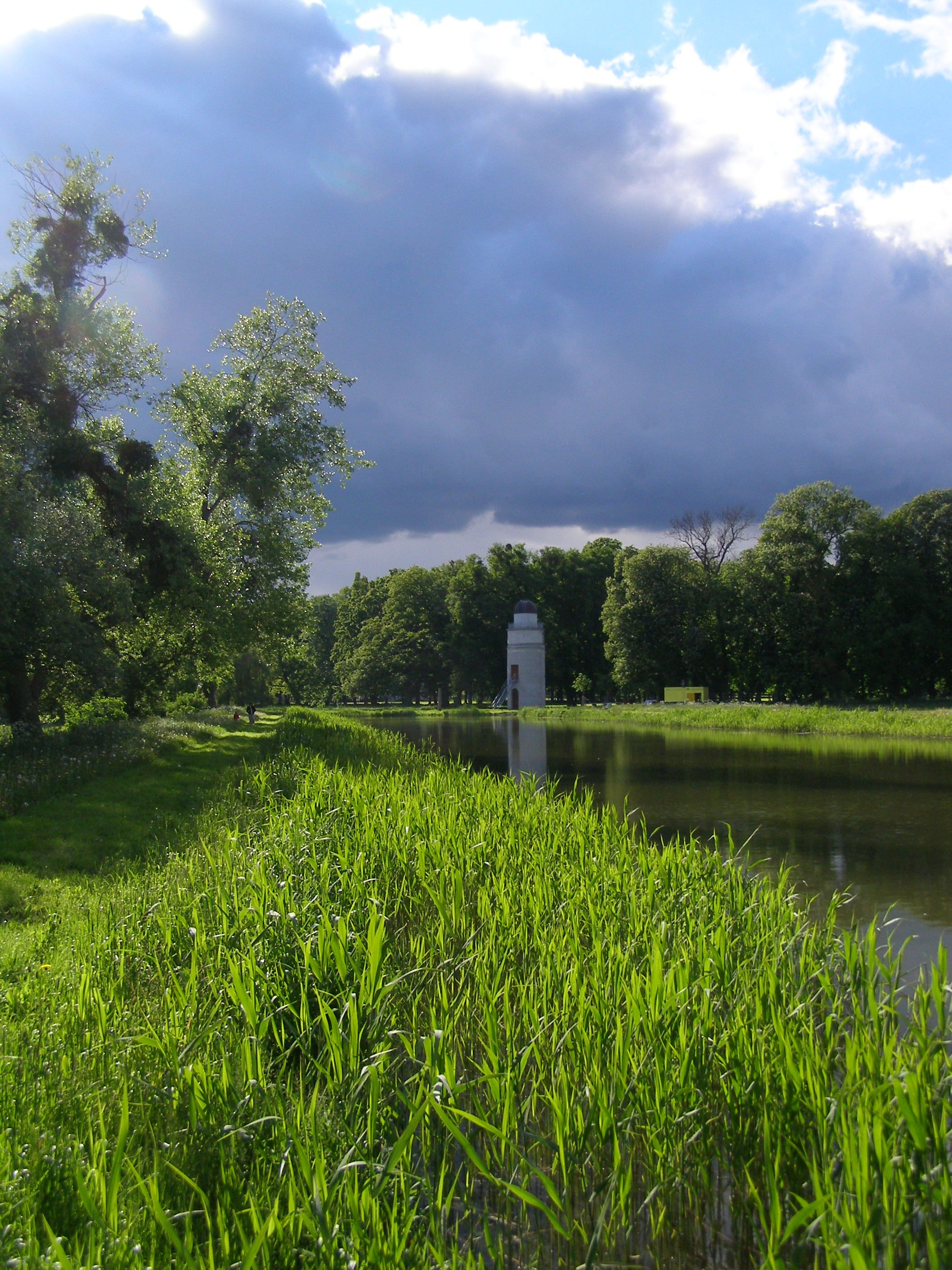
Sternwarte Remplin
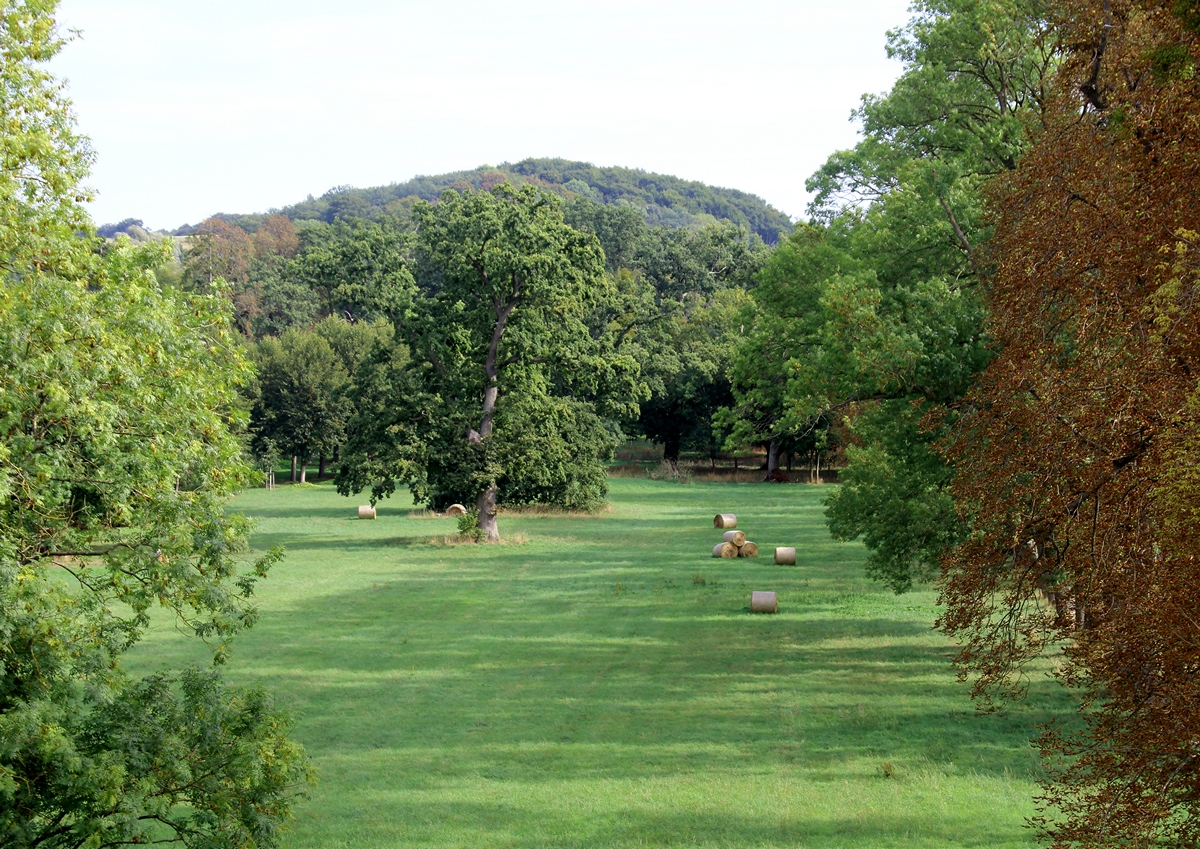
Ehemaliger Schlosspark

## Ausstattung
Die Rempliner Sternwarte verfügte über mehr als 50 Instrumente.
Zur Bestimmung von Sternörtern wurde ein Meridianfernrohr (der „Cary-Kreis“) mit 2 Zoll (5 cm) Öffnung und 33 Zoll (83 cm) Brennweite und ein „Mittagsfernrohr“ von Dollond mit 1,3 m Brennweite eingesetzt. Daneben waren ein „Äquatorialfernrohr“ mit 33 cm Brennweite und ein kurzbrennweitiges Fernrohr („Kometensucher“) vorhanden.
Ein Teil der Instrumente ging nach Hahns Tod an die neu errichtete Sternwarte Königsberg und bildete die erste Ausstattung. Der „Cary-Kreis“ wird heute im Deutschen Museum ausgestellt. 
Daneben besaß Hahn drei Spiegelteleskope, deren Spiegel von dem Astronomen und Fernrohrkonstrukteur Friedrich Wilhelm Herschel selbst geschliffen waren. Zwei große Teleskope besaßen eine Brennweite von 20 Fuß (6,6 m) und eine Öffnung von 18 bzw. 12 Zoll (45 und 30 cm). Ein kleineres Teleskop hatte eine Brennweite von 2,3 m und 20 cm Öffnung. 
Der Verbleib der Spiegelteleskope ist unklar. Sie wurden nicht mit den anderen Instrumenten nach Königsberg verkauft, weil sie sich nach dem Verständnis der Astronomie nicht für die Bestimmung präziser Örter von Gestirnen einsetzen ließen. Aus späterer Sicht (1986) müssen auch die nach Königsberg verkauften Instrumente als verschollen gelten.